# 狼岑
狼岑，越巂郡定笮县（今四川盐源县一带）人，三国时期摩娑夷（摩沙夷）豪帅。
狼岑是旄牛道（今四川泸定县一带）白狼盘木王之舅，他被蛮夷所信任。蜀汉建兴三年（225年）丞相诸葛亮南征前，曾与越巂叟帅高定及旄牛王结成联盟反汉。延熙年间，摩娑夷（牦牛夷的亲属部落）所在地定笮、台登（今四川冕宁县一带）所产盐、铁、漆被蜀汉新任越巂郡太守张嶷侵夺，狼岑不服，与槃木王起而抵制，被张嶷所派壮士数十人用计挞杀。